# 成福
成福（泰雅語：Ngasal Yaya），是臺灣新北市三峽區的一個地名，位於該區北部偏東，範圍大致包括成福里、安坑里北部、竹崙里北端東段。成福地區全境位於大漢溪二級支流橫溪流域範圍內。

## 歷史
台灣清治末期，成福地區為一街庄，稱為「成福庄」，隸屬於海山堡。該庄北與媽祖田庄、大安藔庄為鄰，東與安坑庄為鄰，西邊為橫溪庄，南邊為大豹。
清末年間，成福到新店屈尺一帶為清與大豹之國界，1870年清政府在該地界線旁設立隘丁十名戍守邊疆。
1901年（日治明治三十四年）11月，該庄隸屬於桃園廳，編入第十八區。1905年（明治三十八年）7月，第十八區改稱「成福區」。1920年（大正九年），該庄改制為「成福」大字，隸屬於臺北州海山郡三峽街，大字下有「成福」、「小暗坑」小字名。
戰後三峽街改制為三峽鎮，隸屬於臺北縣，大字亦改制為里。2010年12月，臺北縣升格為新北市，三峽鎮改制為三峽區。

## 交通
市道110號是連絡大園、新店的道路，大致以橫向經過成福地區。由該道路往西可前往三峽市區、鶯歌、八德、桃園、大園等地，往東可前往新店。

## 學校
- 大成國小
- 建安國小